# Denny Hulme
Pour les articles homonymes, voir Hulme.
Temple international de la renommée du sport automobile 2002
Denis Clive Hulme dit Denny Hulme, né le 18 juin 1936 à Nelson (Nouvelle-Zélande) et mort le 4 octobre 1992 à Bathurst (Australie), est un pilote de course automobile néo-zélandais, qui a notamment disputé  112 Grands Prix de Formule 1 en dix saisons, de 1965 à 1974. Denny Hulme a remporté huit Grands Prix, est monté 33 fois sur le podium et a terminé 61 fois dans les points. Il a réalisé une pole position et neuf meilleurs tours en course. Hulme a marqué 248 points au championnat du monde de Formule 1 et obtenu le titre de champion du monde en 1967 sur Brabham-Repco.

## Biographie

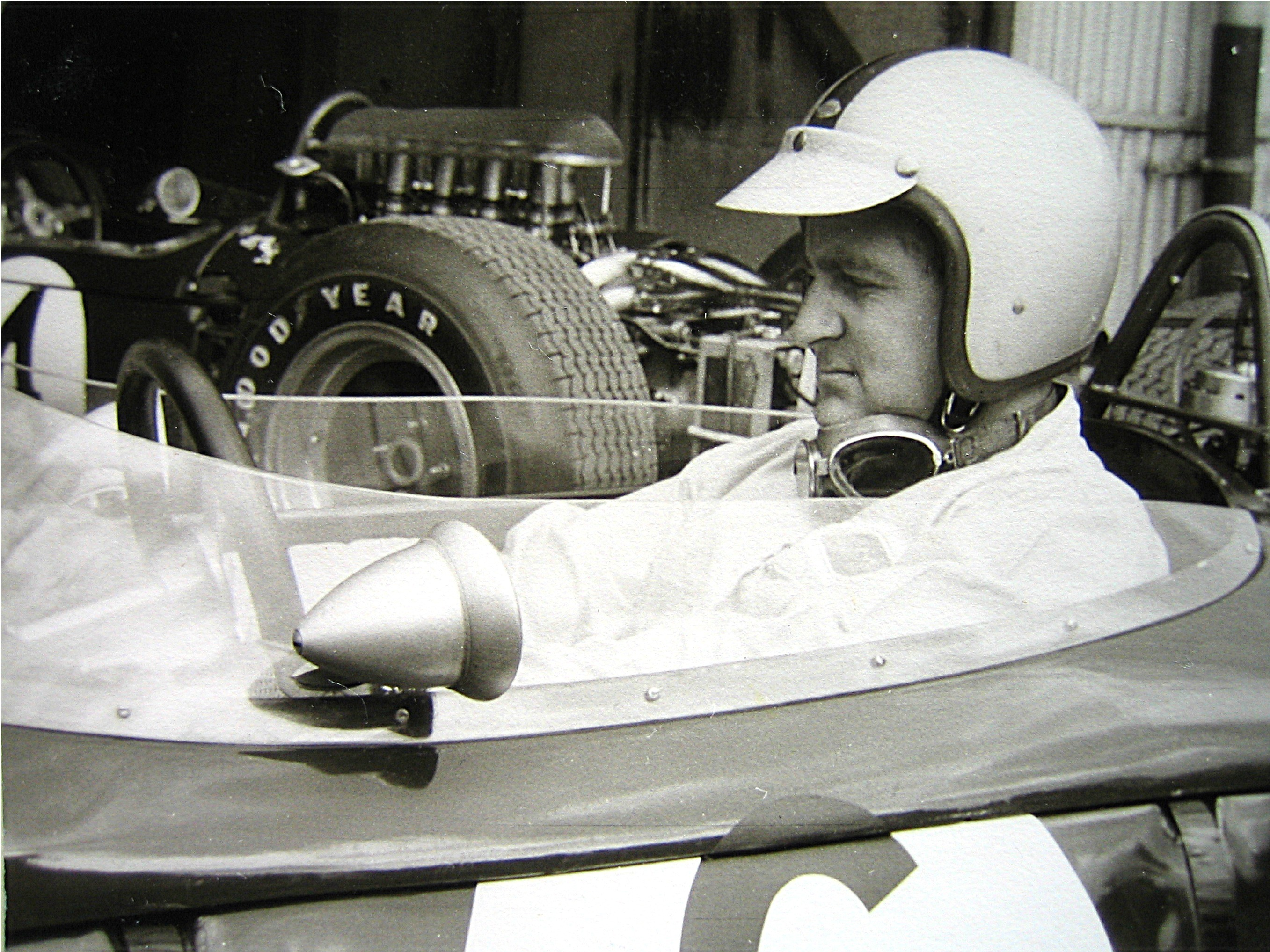
Denny Hulme en 1965 au Nürburgring.

Denny Hulme débute en course automobile en 1956 lors d'une course de montagne, en pilotant une MGTF. Déjà talentueux, il participe pendant quatre ans aux différentes compétitions organisées en Océanie. Il faut attendre 1960 pour le voir sur les circuits européens, en Formule Junior puis en Formule 2.

### 1961 à 1967: Brabham Racing Organisation
En 1961, il rencontre Jack Brabham, qui l'engage dans son garage ; c'est le début d'une longue amitié entre les deux pilotes. En 1964, Denny Hulme remporte la victoire lors de sa première course en Tasman Series, le championnat d'Océanie de F1. Il remporte également deux courses de Formule 2. Dès lors, Brabham, qui vient de créer son écurie de Formule 1, décide d'engager son ami dans le championnat du monde de Formule 1 1965.
Lors de sa deuxième course, au Grand Prix de France, Hulme se classe quatrième. En 1966, il dispute sa première saison complète ; il ne termine que quatre courses, mais à chaque fois sur le podium, tandis que Jack Brabham remporte sa troisième couronne mondiale. Hulme court également en CanAm.
En 1967, il remporte deux victoires, à Monaco et en Allemagne, et monte à six autres reprises sur le podium pour s'attribuer, à la surprise générale, le titre mondial, devant les favoris Jack Brabham, Jim Clark et Jackie Stewart. Cette année-là, il gagne également trois courses en CanAm.

### 1968 à 1974: Les années McLaren
Pour le championnat 1968, après vingt-six Grands Prix chez Brabham, Hulme rejoint, auréolé de son titre de champion du monde, l'écurie McLaren, fondée deux ans plus tôt par son compatriote Bruce McLaren ; il termine le championnat, remporté par Graham Hill, en troisième position. 
En 1969, après les bonnes performances de la fin de la saison précédente du moteur Cosworth V8, l'écurie conserve le moteur. Denny Hulme remporte l'ultime manche de la saison au Mexique. 1970 est plus difficile, sans victoire, et marquée par la mort de Bruce McLaren. Hulme manque une manche en raison d'un grave accident aux 500 miles d'Indianapolis. 
Après un changement de nom et de sponsor de l'écurie pour 1972, Hulme reste dans celle-ci jusqu'à la fin de sa carrière, en 1974 ; il a couru 86 Grands Prix pour McLaren et remporté six courses.
Le 4 octobre 1992, lors des 1 000 kilomètres de Bathurst en Australie, la voiture de Denny Hulme ralentit progressivement dans la ligne droite des stands avant de s'arrêter, sans choc violent, contre les glissières de sécurité : Denny Hulme vient de mourir d'une crise cardiaque pendant l'épreuve.

## Résultats en championnat du monde de  Formule 1
- Grands Prix disputés : 112

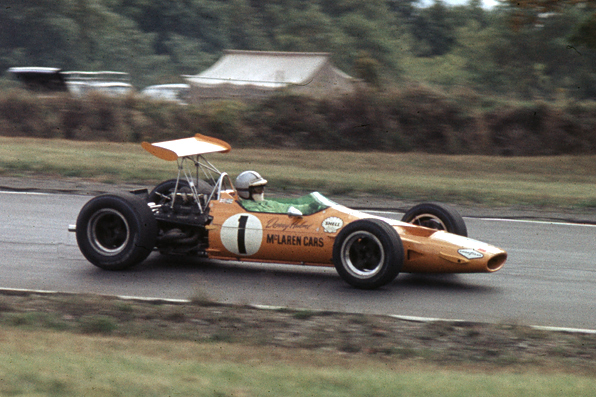
Hulme sur McLaren lors du Grand Prix des États-Unis 1968.

- Victoires : 8   (soit 7,14 %) (plus, hors-championnat, le BRDC International Trophy 1968 et la Gold Cup d'Oulton Park 1972)
- Points marqués : 248   (soit 2,21 points par course disputée)
- Pole positions : 1   (soit 0,89 %)
- Départs 1re ligne : 15 (soit 13,39 %)
- Deuxièmes places en Grand Prix :  9  (soit 8,04 %)
- Troisièmes places en Grand Prix :  16   (soit 14,29 %)
- Podiums : 33    (soit 29,46 %)
- Dans les points : 61  (soit 54,46 %)
- Meilleurs tours en course: 9    (soit 9,04 %)
- Tours en tête : 448
- km en tête : 1 966
- Tours parcourus : 6 240
- km parcourus : 29 545
- Hats trick (victoire/pole position/meilleur tour) : 0 (soit 0,00 %)
- Abandons : 34 (soit 30,36 %)
- Débuts en F1 : 1965, au Grand Prix de Monaco, disputé sur le circuit de Monaco le 30 mai 1965. Résultat : 8e.
- Dernière course en F1 : 1974, au Grand Prix des États-Unis, disputé sur le circuit de Watkins Glen le 6 octobre 1974. Abandon au quatrième tour pour casse moteur.

| Saison | Écurie                      | Châssis        | Moteur              | Pneus    | GP disputés | Victoires | Pole positions | Meilleur tour | Points inscrits | Classement |
| ------ | --------------------------- | -------------- | ------------------- | -------- | ----------- | --------- | -------------- | ------------- | --------------- | ---------- |
| 1965   | Brabham Racing Organisation | BT7 BT11       | Climax V8           | Goodyear | 6           | 0         | 0              | 0             | 5               | 11e        |
| 1966   | Brabham Racing Organisation | BT22 BT20      | Climax L4 Repco V8  | Goodyear | 9           | 0         | 0              | 1             | 18              | 4e         |
| 1967   | Brabham Racing Organisation | BT19 BT20 BT24 | Repco V8            | Goodyear | 11          | 2         | 0              | 2             | 51              | Champion   |
| 1968   | Bruce McLaren Motor Racing  | M5A M7A        | BRM V12 Cosworth V8 | Goodyear | 12          | 2         | 0              | 0             | 33              | 3e         |
| 1969   | Bruce McLaren Motor Racing  | M7A            | Cosworth V8         | Goodyear | 11          | 1         | 0              | 0             | 20              | 6e         |
| 1970   | Bruce McLaren Motor Racing  | M14A M14D      | Cosworth V8         | Goodyear | 11          | 0         | 0              | 0             | 27              | 4e         |
| 1971   | Bruce McLaren Motor Racing  | M19A           | Cosworth V8         | Goodyear | 10          | 0         | 0              | 1             | 9               | 9e         |
| 1972   | Yardley Team McLaren        | M19A M19C      | Cosworth V8         | Goodyear | 12          | 1         | 0              | 1             | 39              | 3e         |
| 1973   | Yardley Team McLaren        | M19C M23       | Cosworth V8         | Goodyear | 15          | 1         | 1              | 3             | 26              | 6e         |
| 1974   | Marlboro Team Texaco        | M23            | Cosworth V8         | Goodyear | 15          | 1         | 0              | 1             | 20              | 7e         |

## Victoires en championnat du monde de Formule 1
| # | Année | Manche | Grand Prix     | Circuit        | Écurie                | Voiture |
| - | ----- | ------ | -------------- | -------------- | --------------------- | ------- |
| 1 | 1967  | 02/11  | Monaco         | Monaco         | Brabham-Repco         | BT20    |
| 2 | 1967  | 07/11  | Allemagne      | Nürburgring    | Brabham-Repco         | BT24    |
| 3 | 1968  | 09/12  | Italie         | Monza          | McLaren-Ford-Cosworth | M7A     |
| 4 | 1968  | 10/12  | Canada         | Mont-Tremblant | McLaren-Ford-Cosworth | M7A     |
| 5 | 1969  | 11/11  | Mexique        | Mexico         | McLaren-Ford-Cosworth | M7A     |
| 6 | 1972  | 02/12  | Afrique du Sud | Kyalami        | McLaren-Ford-Cosworth | M19A    |
| 7 | 1973  | 07/15  | Suède          | Anderstorp     | McLaren-Ford-Cosworth | M23     |
| 8 | 1974  | 01/15  | Argentine      | Buenos Aires   | McLaren-Ford-Cosworth | M23     |

## Autres victoires en Formule 1
| no | Année | Épreuve                | Circuit      | Départ | Écurie  | Châssis      |
| -- | ----- | ---------------------- | ------------ | ------ | ------- | ------------ |
| 1  | 1968  | International Trophy   | Silverstone  | 1er    | McLaren | McLaren M7A  |
| 2  | 1972  | International Gold Cup | Oulton Park  | 2e     | McLaren | McLaren M19A |
| 3  | 1973  | Race of Champions      | Brands Hatch | 9e     | McLaren | McLaren M23  |

## Autres victoires notables
- 6 Heures de Brands Hatch : 1963.

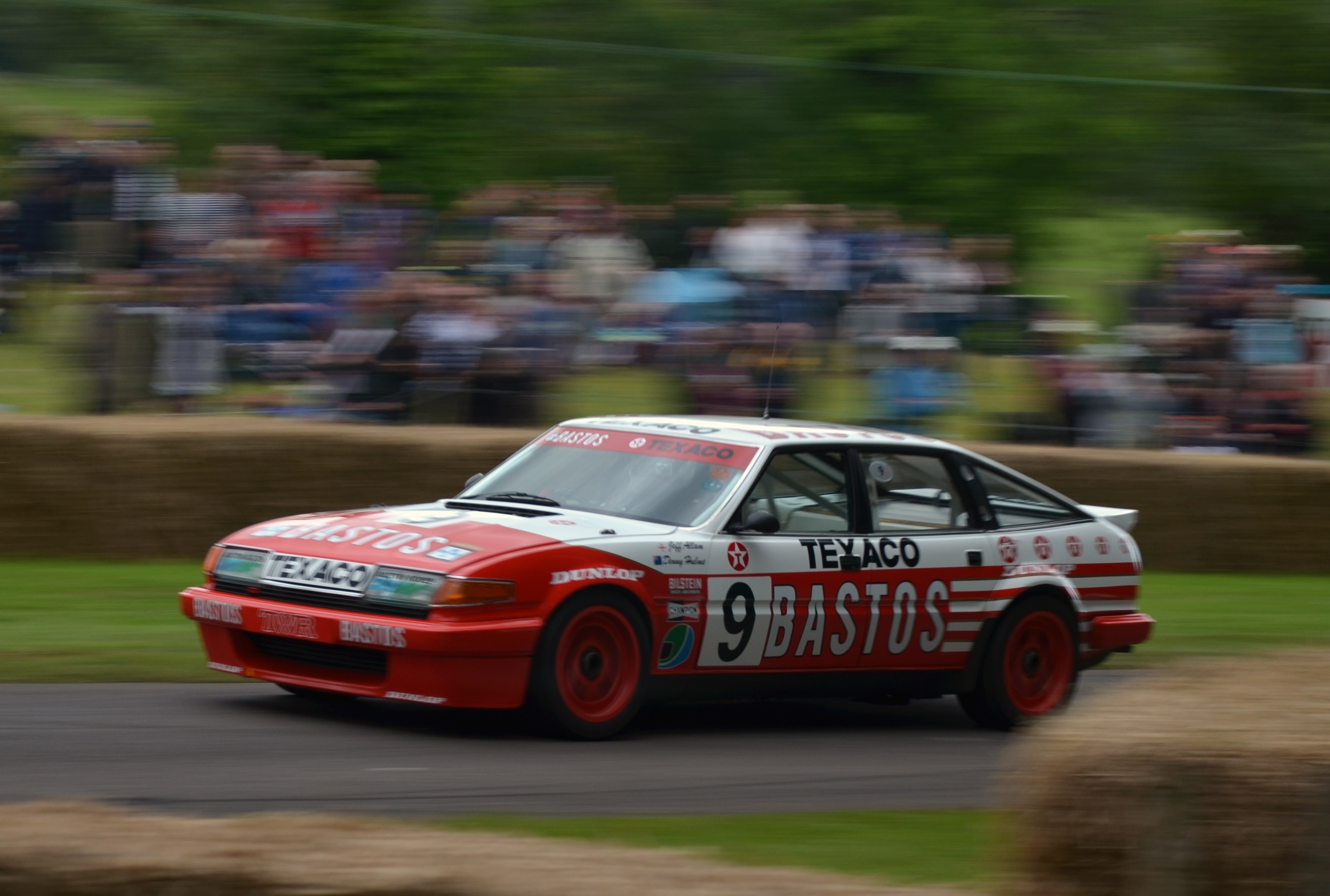
La Rover Vitesse TWR de Hulme et Jeff Allam, victorieuse du RAC TT en 1986.

- RAC Tourist Trophy : 1965, 1966, 1968 et 1986.
- Silverstone International : 1966, 1968 et 1969.
- Pukekohe 500 : 1987.
- CanAm :
  - 1967 : Road America, Bridgehampton et Mosport (vice-champion) ;
  - 1968 : Road America, Edmonton et Las Vegas (champion) ;
  - 1969 : St. Jovite, Edmonton, Mid-Ohio, Bridgehampton et Riverside (vice-champion) ;
  - 1970 : Watkins Glen, Edmonton, Mid-Ohio, Donnybrooke, Laguna Seca et Riverside (champion) ;
  - 1971 : Edmonton et Riverside (vice-champion) ;
  - 1972 : Mosport, Watkins Glen (vice-champion).

## Résultats aux 24 heures du Mans
| Année | Équipe              | Voiture    | Équipier     | Résultat |
| ----- | ------------------- | ---------- | ------------ | -------- |
| 1961  | Abarth & Cie        | Fiat 850S  | Angus Hyslop | 14e      |
| 1966  | Shelby American Inc | Ford Mk II | Ken Miles    | 2e       |
| 1967  | Holman and Moody    | Ford Mk IV | Lloyd Ruby   | Abandon  |